# مركز أنتويرب العالمي للماس
مركز أنتويرب العالمي للماس (Antwerp World Diamond Centre أو AWDC) هو مؤسسة عامة / خاصة، تمثل رسميًا وتنسق قطاع الماس في أنتويرب. يقع في قلب مدينة أنتويرب. الرئيس التنفيذي لها هو آري إبستين. يسهل مكتب الماس استيراد وتصدير الماس من وإلى أنتويرب. يتم ذلك بشكل أساسي من خلال الحملات التسويقية والخدمات والمؤتمرات والمعارض التجارية والبعثات الاقتصادية وطرق أخرى مختلفة.  مركز الماس العالمي هو موطن لجميع شركات تعدين الماس الكبرى، التي تكتشف الماس لأكثر من 1800 تاجر ألماس فردي في جميع أنحاء العالم. تشمل المجموعات الأخرى التي تساعد في تطوير وحماية ومعالجة هذه الماس بنوك الماس ووسطاء التأمين ووكلاء الشحن وأفضل صانعي الألماس والباحثين. ومن المسلم به كونها عاصمة الماس في العالم.       

## التاريخ
في أكتوبر 1973، تم تأسيس مركز أنتويرب العالمي للماس باسم المجلس الأعلى للماس، من قبل الحكومة البلجيكية وممثلي صناعة الماس. كانت مهمتهم حماية وتعزيز قطاع الماس في بلجيكا. كما كان لها فرع تجاري لإصدار الشهادات. في عام 2007، تمت إعادة هيكلة المجلس الأعلى للماس وتقسيمه إلى مؤسستين مختلفتين. أحدها، مركز أنتويرب العالمي للماس، وهو مؤسسة خاصة، مسؤول عن تمثيل المصالح الجماعية لصناعة الألماس البلجيكية محليًا وخارجيًا. كما أنها تروج لأنتويرب باعتبارها العاصمة العالمية لصناعة الماس. الثانية، مجلس الماس الأعلى في أنتويرب، وهي شركة فرعية مستقلة تمامًا، وهي منظمة تجارية لها ستة فروع مختلفة: مختبر الماس ومختبر الأحجار الكريمة والبحث والتعليم ونادي الخريجين والمعدات.  

## مكتب الماس
هي هيئة تقديم خدمة مرخصة من الحكومة، تأسست في عام 1945، مما مكن صناعة الماس بعد الحرب من التعافي بسرعة مرة أخرى. يستخدم المكتب الماسي نموذجًا فريدًا لإجراءات الاستيراد والتصدير: الشباك الواحد لتخليص الاستيراد والتصدير.  